# Eddie Connolly

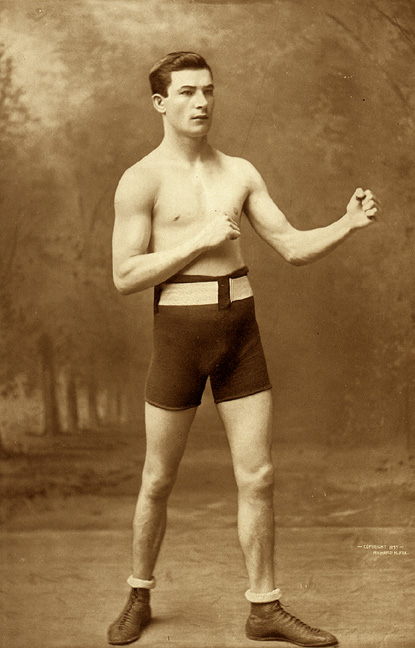
Eddie Connolly

Eddie Connolly (* 18. November 1876 in Saint John, Kanada; † 1936) war ein kanadischer Boxer im Weltergewicht. Er wurde von Billy Roche gemanagt.

## Profikarriere
Seinen Debütkampf entschied Connolly am 3. April 1894 gegen George Addison nach Punkten für sich. Am 5. Juni des Jahres 1900 trat er gegen Matty Matthews um den linearen Weltmeistertitel an und gewann über 25 Runden durch einstimmige Punktrichterentscheidung.
Diesen Titel verlor Connolly allerdings bereits in seinem nächsten Kampf gegen Rube Ferns in einem auf 25 Runden angesetzten Gefecht in der 15. Runde durch technischen K. o.
Der 1,74 m große Kanadier beendete im Jahre 1904 seine Karriere.